# Frans Lindelöw
Frans Peter Göran Lindelöw, född 19 maj 1962, är en svensk ekonom och företagsledare som sedan 1 november 2015 är verkställande direktör och koncernchef för Skandia.

## Biografi
Lindelöw studerade vid Stockholms universitet där han tog examen som civilekonom 1985. Hans första arbete var för flygbolaget SAS, innan han tog steget till finansbranschen och Handelsbanken 1987. På Handelsbanken blev han kvar till 1994 och var bland annat försäljningschef i USA för bankens aktiehandel. Efter två år på Salomon Brothers rekryterades han 1996 av HSBC Bank, där han stannade till 2002, då som chef för den europeiska aktiehandelsverksamheten.
År 2002–2009 arbetade Frans Lindelöw för Nordea, där han bland annat år 2006–2009 var chef för storbankens svenska kontorsnät. År 2009 fick Lindelöw uppdraget att som vd återuppbygga, och återskapa förtroendet för, det då sargade Carnegie Investment Bank. Det uppdraget hade han till 2012, när han övergick till verksamhet i egen regi.